# Luís Engelberto de Aremberga
Luís Engelberto Maria José Agostinho (em francês: Louis Engelbert Marie Joseph Augustin) (Bruxelas, 3 de agosto de 1750 - 7 de março de 1820), cognominado "O Duque Cego", foi um aristocrata e político belga.

## Biografia
Nascido em Bruxelas, Luís era filho de Carlos Maria de Aremberga, um dos nobres mais proeminentes dos Países Baixos Austríacos, e de Luísa Margarida von der Mark und Schleide.
Aos 24 anos de idade, durante uma caçada, ele foi atingido no rosto por uma espingarda e permaneceu cego o resto de sua vida. Incapaz de seguir a carreira militar, como era costumeiro em jovens de sua condição, ele acabou por se voltar para a ciência, a arte e a música. Para ele, João Jacinto de Magalhães, cientista e inventor português, engenhou um relógio que dava horas, quartos, minutos, dias do mês, fases da lua, etc.
Sob seu patrocínio, o primeiro voo tripulado de balão a gás da história decolou do gramado da frente do Castelo de Aremberga em 21 de novembro de 1783. O balonista foi professor Jan Pieter Minckeleers.
No início da Revolução Francesa, Luís conseguiu manter suas posses, mas quando Napoleão anexou a Renânia, ele perdeu a maioria de seus territórios. No Reichsdeputationshauptschluss de 1803, porém, ele foi recompensado com Recklinghausen e Meppen, também denominados como Ducado de Aremberga. Em 1810, ele abdicou em favor de seu filho Próspero Luís.
Luís foi nomeado por Napoleão senador e conde do Primeiro Império Francês. Depois de 1815, ele voltou para a Bélgica, onde o ducado de Aremberga havia sido restaurado pelo Congresso de Viena - todavia, sem a soberania de antes.